# Basílica catedral de Nuestra Señora de Coromoto (Guanare)

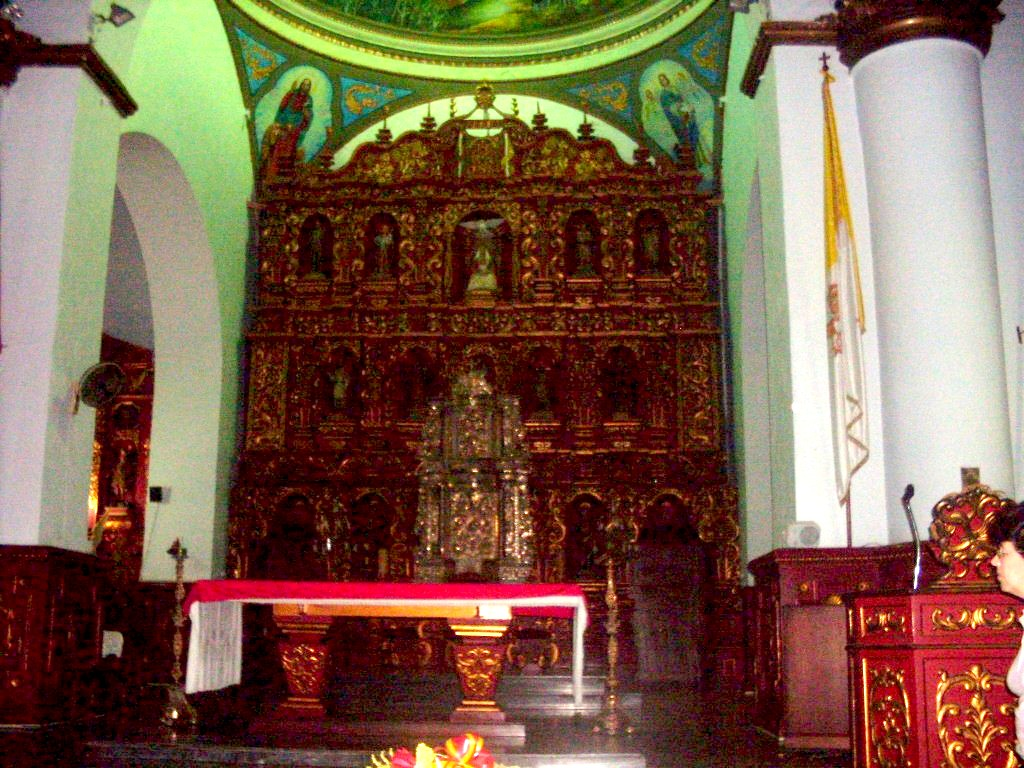
Vista Interna

La Basílica Catedral del Espíritu Santo yNuestra Señora de Coromoto o simplemente Catedral de Guanare es una iglesia del siglo XVIII consagrada a la Virgen de Coromoto y situada en Guanare, capital del Estado Portuguesa, en Venezuela.
El primer templo de cierta importancia de Guanare se inició en 1710 y fue culminado por el Presbítero Francisco Valenzuela, en 1742. Esta iglesia duró muy poco, ya que fue dañada por el terremoto del 15 de octubre de 1782 y tuvo que ser clausurada. Los trabajos para la reconstrucción se iniciaron en 1788 y terminaron el 3 de noviembre de 1807. Fue elevada a la dignidad de Basílica Menor el 24 de mayo de 1949, por su Santidad el Papa Pío XII, y declarado monumento histórico según Gaceta Oficial N.º 36.320 de 2 de agosto de 1960.

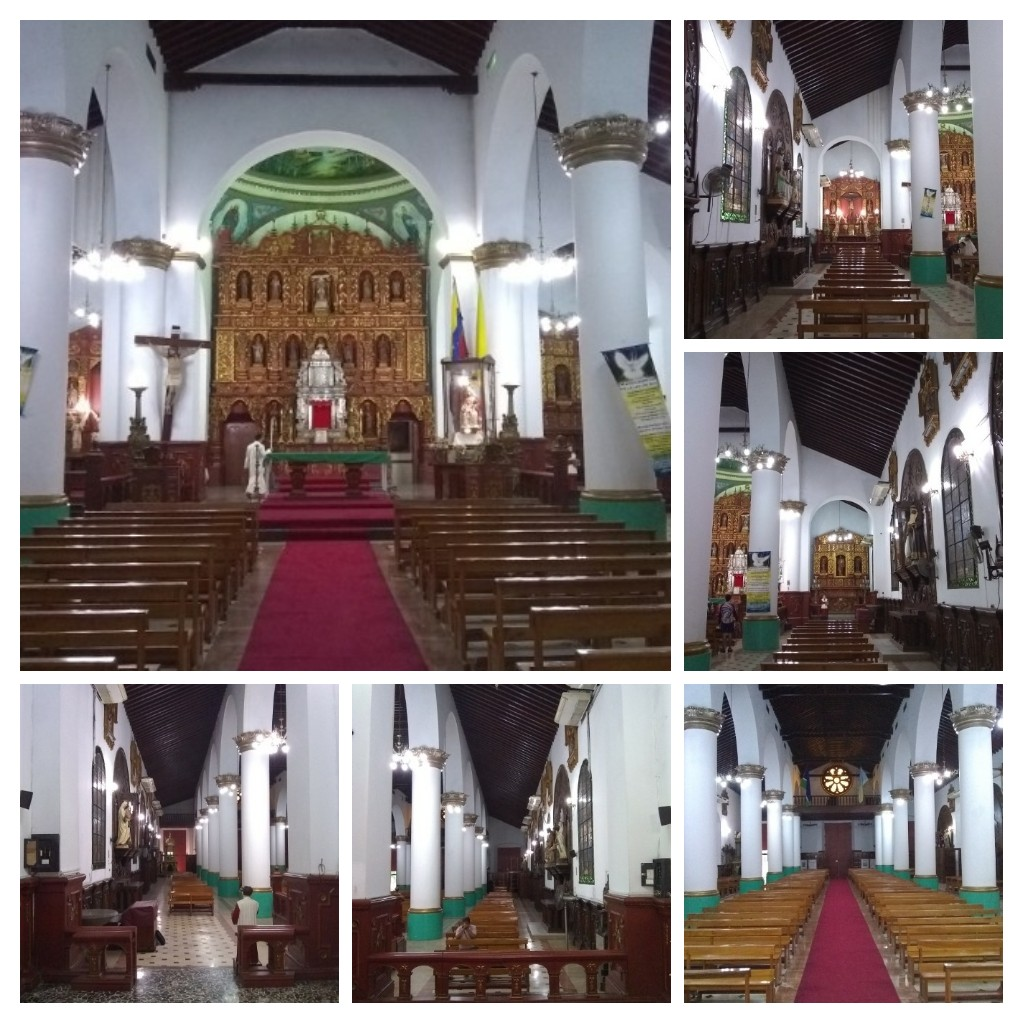
Interior de la Catedral de Guanare. Ciudad de Guanare. Estado Portuguesa. Venezuela.

De la edificación cabe destacar el retablo, barroco-colonial de estilo churrigueresco, que fue realizado por José Quiñones, así como los vitrales que elaboró F. X. Zettler en Múnich.

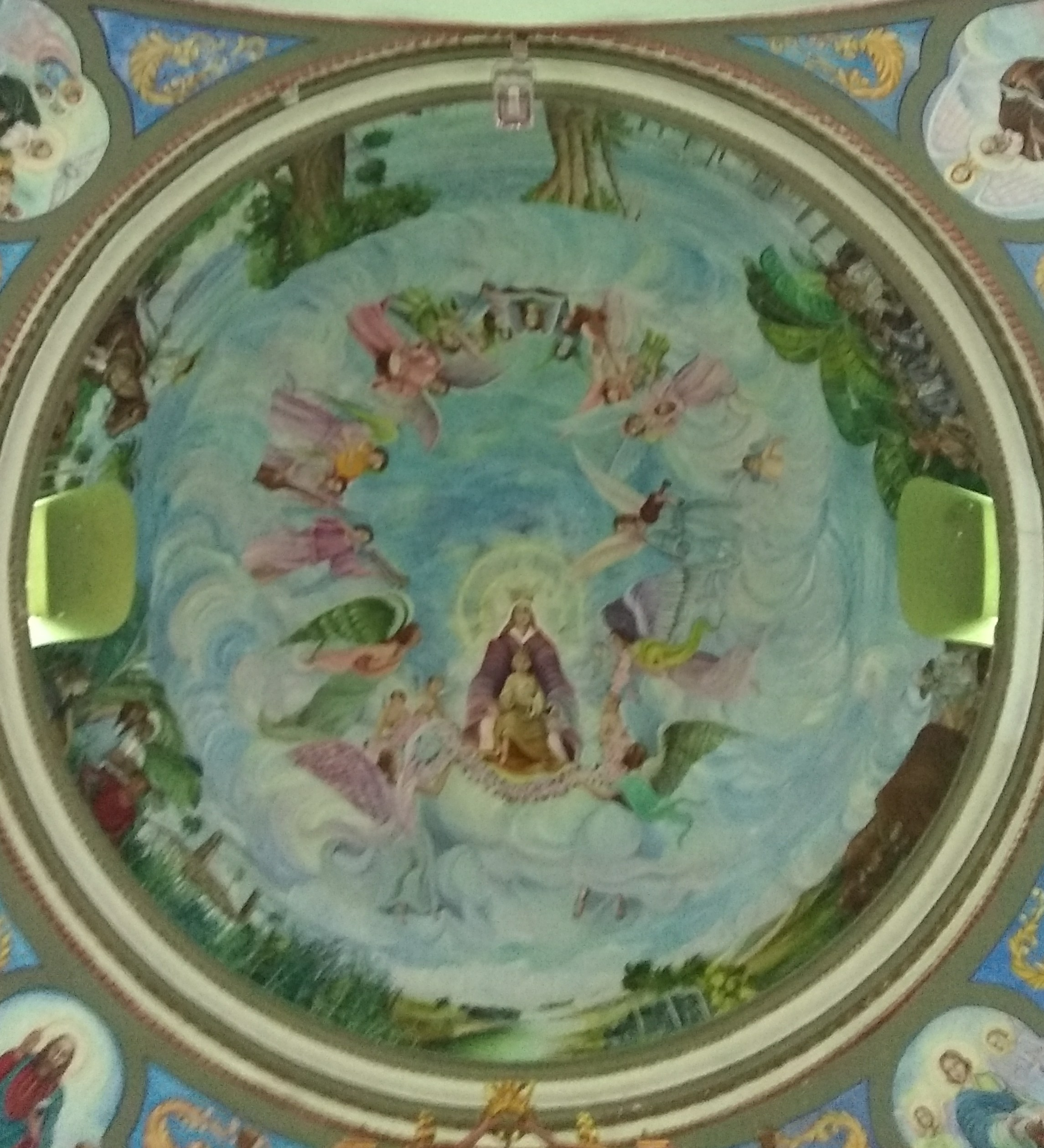
CÚPULA DE LA CATEDRAL DE GUANARE. Ciudad de Guanare, Estado Portuguesa. Venezuela.